# Araneus eburneiventris
Araneus eburneiventris là một loài nhện trong họ Araneidae.
Loài này thuộc chi Araneus. Araneus eburneiventris được Eugène Simon miêu tả năm 1908.